# Бор Бельський
Бор Бельський (рос. Бор Бельский) — присілок в Бежецькому районі Тверської області Російської Федерації.
Населення становить 21 особу. Входить до складу муніципального утворення Сукроменське сільське поселення.

## Історія
Від 2005 року входить до складу муніципального утворення Сукроменське сільське поселення.

## Населення
| 1859 | 2008 | 2010 |
| ---- | ---- | ---- |
| 417  | ↘29  | ↘21  |